# Dicladocera curta
Dicladocera curta är en tvåvingeart som beskrevs av Krober 1931. Dicladocera curta ingår i släktet Dicladocera och familjen bromsar. Inga underarter finns listade i Catalogue of Life.